# Bactrocera brachus
Bactrocera brachus
 es una especie de díptero que Drew describió por primera vez en 1972. Bactrocera brachus pertenece al género Bactrocera de la familia Tephritidae.